# Taleesa
Taleesa, de son nom civil Emanuela Gubinelli (Matelica, 19 novembre 1960), est une chanteuse italienne connue auparavant sous d'autres pseudonymes comme Marina Lai (3 singles, jusqu'en 1984) ; Ross (1 single) ; Angie Starr (2 singles, 1991-1992) ; Donna Luna (3 singles, 1990-1992) ; Emanuella (1 single, 1992) ; Karin Rex (1 single, 1991) ; Mandy Gordon (1 single, 1991) ; Paula March (1 single, 1992) ; et Talysha (1 single, 1991).

## Biographie
Sous le nom de Marina Lai, elle remporte le Festival de Castrocaro en 1977. Cette victoire est suivie de nombreuses apparitions dans des émissions de radio et de télévision, accompagnées de la sortie de plusieurs 45 tours à succès. Elle « prête » sa voix dans des jingles publicitaires télévisés comme celui de Postal Market. En 1982, elle participe au festival de Sanremo où elle interprète la chanson Centomila amori miei. Bien que la chanson n'atteigne pas la finale, elle connaît un bon succès de vente.
À partir de la seconde moitié des années 1980, elle met de côté la pop italienne et se consacre à la dance et à la techno-dance. Les premières années, elle est une simple tourneuse qui prête sa voix à divers projets de danse, dont Morena, pour lequel elle enregistre 7 singles, Ann Sinclare et Linda Ross. En 1990, elle collabore à l'écriture des titres I Say Yeah et Keep on Jammin de Stefano Secchi. En 1991, elle écrit pour Ocean pour Den Harrow et Heart on the Line de Novecento. Dans les mêmes années, elle participe aux chœurs des albums de Cristiano de André (1987 et 2001), Franco Fasano (Un cielo che non sai), Jo Squillo (Movimenti), Patrizia Bulgari (Il bar degli arrivisti) et Papa Winnie (One Blood One Love). En 1987, elle prête sa voix aux chœurs de Day by Day de Den Harrow.
En 1992, elle devient Taleesa et est choisie par Co.Ro comme chanteuse pour la chanson Because the Night. Le single s'est vendu à plus de 700 000 exemplaires en Europe, grimpant dans plusieurs classements, notamment le top 6 en France, le top 7 en Belgique, le top 16 en Allemagne, et le top 14 en Autriche. Toujours avec Co.Ro., elle enregistre deux autres singles : 4 Your Love et There's Something Going On. En 1993, elle est choisie par le DJ Stefano Secchi pour la chanson A Brighter Day, une reprise de la chanson Una storia importante d'Eros Ramazzotti. Avec Stefano Secchi, elle collabore également à la chanson We Are Easy to Love.
Au cours de l'été 1993, elle entame une collaboration avec Aladino pour le single Make It Right Now. Toujours avec Aladino, elle participe aux titres Brothers in the Space, sorti en automne/hiver 1993-1994 et considéré comme l'une des chansons les plus importantes des années quatre-vingt-dix, et Call My Name. À l'automne 1994, Taleesa entame sa carrière solo et sort le single I Found Luv. En décembre de la même année, elle participe à la production du titre de Noël Radio Deejay 4 Christmas - Song for You. Au printemps 1995, elle sort Let Me Be, qui est toujours considéré comme l'une de ses chansons les plus célèbres, et Burning Up, qui sort en été 1995. Falling in Love, le dernier single sorti en Italie, date de 1996. À partir de cette date, elle n'enregistre plus que pour le marché étranger, principalement pour le Brésil.
En 2000, elle entame une collaboration avec De La Cruz, avec qui elle enregistre cinq titres : Listen To My Heart (2000), My Love Is A DJ, There's No Right (2002), et In My Mind (2003) et Where You Belong. Ces titres marquent un changement de son et sont orientés vers la trance. En 2003, elle enregistre son dernier single en tant que Taleesa, intitulé Over You. La même année, elle enregistre la chanson The Promise You Made pour DJ Stefy.

## Discographie
| Année | Titre                      | Alias                                        | Genre       | Label                    |
| ----- | -------------------------- | -------------------------------------------- | ----------- | ------------------------ |
| 1979  | Io Vivo                    | Marina Lai                                   | Pop         | WEA                      |
| 1982  | Centomila Amori Miei       | Marina Lai                                   | Pop         | WEA                      |
| 1984  | Vola                       | Marina Lai                                   | Pop         | WEA                      |
| 1987  | I'm Crazy For You          | Manuela                                      | Italo disco | Esquire Records          |
| 1988  | Love For Free              | Manuela                                      | Italo disco | Esquire Records          |
| 1990  | One Day                    | Janet                                        | Italo disco | High Energy              |
| 1991  | Somebody Tonight           | Alexis                                       | Eurobeat    | Time Records             |
| 1991  | One Love In My Lifetime    | Stefano Secchi feat. Taleesa                 | House       | ZYX Music                |
| 1991  | Living For Love            | Talysha                                      | House       | Out Records              |
| 1991  | Hold Me Please             | Angie Starr                                  | Hi-NRG      | Flea Records             |
| 1991  | Walking In The Moon Light  | Annabelle                                    | Italo disco | Disco Energy             |
| 1991  | Come On Come On            | Donna Luna                                   | Hi-NRG      | Flea Records             |
| 1991  | Baby I'm Sorry             | Giselle                                      | Eurobeat    | Time Records             |
| 1991  | When I'm With You          | Lilac                                        | Hi-NRG      | Flea Records             |
| 1991  | Tokyo Night                | Mandy Gordon                                 | Hi-NRG      | Flea Records             |
| 1991  | Open Your Heart            | Morena                                       | Eurobeat    | Time Records             |
| 1992  | Tomorrow Night             | Angie Davies                                 | Eurobeat    | Time Records             |
| 1992  | Just In Time               | Angie Starr                                  | Hi-NRG      | Flea Records             |
| 1992  | A Reason To Love           | Bella & Blue                                 | Hi-NRG      | Flea Records             |
| 1992  | Because The Night          | Co.Ro. feat. Taleesa                         | House       | ZYX Music                |
| 1992  | If I Can't Have You        | Donna Luna                                   | Hi-NRG      | Flea Records             |
| 1992  | Satisfied                  | Emanuella                                    | House       | Top Secret Records       |
| 1992  | Hot Summer Nights          | High Frequency                               | Eurobeat    | Time Records             |
| 1992  | Hold Me In Your Arms       | Karin Rex                                    | Hi-NRG      | Flea Records             |
| 1992  | All Day                    | Kate & Karen                                 | Eurobeat    | Time Records             |
| 1992  | Leave Me Alone             | Licia                                        | Hi-NRG      | Beaver Records           |
| 1992  | Shake Shake                | Macho Gang                                   | Eurobeat    | Time Records             |
| 1992  | Love Me Do                 | Maggie Sue                                   | Hi-NRG      | Flea Records             |
| 1992  | Toy Joy My Boy             | Maggie Sue                                   | Hi-NRG      | Flea Records             |
| 1992  | Everyday                   | Morena                                       | Eurobeat    | Time Records             |
| 1992  | Baila Macho                | Paula Marsh                                  | Hi-NRG      | Flea Records             |
| 1992  | I Promise My Heart         | Ross                                         | Hi-NRG      | Flea Records             |
| 1992  | We Are Easy To Love        | Stefano Secchi feat. Taleesa                 | House       | Propio Records           |
| 1992  | Can You Do It Forever      | Virgin                                       | Eurobeat    | Time Records             |
| 1993  | Brothers In The Space      | Aladino                                      | House       | Italian Style Production |
| 1993  | Make It Right Now          | Aladino                                      | House       | Italian Style Production |
| 1993  | There's Something Going On | Co.Ro. feat. Taleesa                         | House       | ZYX Music                |
| 1993  | I Break Down And Cry       | Co.Ro. feat. Taleesa                         | House       | ZYX Music                |
| 1993  | 4 Your Love                | Co.Ro. feat. Taleesa                         | House       | ZYX Music                |
| 1993  | Fly Up In The Sky          | Dolly                                        | Eurobeat    | Time Records             |
| 1993  | Shy Boy                    | Dolly                                        | Eurobeat    | Time Records             |
| 1993  | My Heart And My Soul       | Morena                                       | Eurobeat    | Time Records             |
| 1993  | Stop Me                    | Morena                                       | Eurobeat    | Time Records             |
| 1993  | A Brighter Day             | Stefano Secchi feat. Taleesa                 | House       | Propio Records           |
| 1993  | Tell Me I'm The One        | Virgin                                       | Eurobeat    | Time Records             |
| 1993  | You're So Crazy            | Virgin                                       | Eurobeat    | Time Records             |
| 1994  | Call My Name               | Aladino                                      | House       | Italian Style Production |
| 1994  | Don't Drop Me              | Ann Sinclaire                                | Eurobeat    | Time Records             |
| 1994  | Got To Feel It             | Morena                                       | Eurobeat    | Time Records             |
| 1994  | Promise                    | No Name                                      | Eurodance   | Time Records             |
| 1994  | I Found Luv                | Taleesa                                      | Eurodance   | Time Records             |
| 1995  | Let Me Be                  | Taleesa                                      | Eurodance   | Time Records             |
| 1996  | Burning Up                 | Taleesa                                      | Eurodance   | Time Records             |
| 1996  | Sexy Shock                 | Anika                                        | Eurobeat    | Time Records             |
| 1996  | Love And Fire              | Ann Sinclair                                 | Eurobeat    | Time Records             |
| 1996  | Turn This Beat Around      | Dolly                                        | Eurobeat    | Time Records             |
| 1996  | Made In Italy              | Gipsy and Queen                              | Eurobeat    | Time Records             |
| 1996  | Magic Japan                | High Frequency                               | Eurobeat    | Time Records             |
| 1996  | Bad Bad Boy (I Need)       | Ika                                          | Eurobeat    | Time Records             |
| 1996  | Feelin' Blue               | Jilly                                        | Eurobeat    | Time Records             |
| 1996  | Sexy Ladie (Over n' Over)  | Jilly                                        | Eurobeat    | Time Records             |
| 1996  | Knock Knock Knock          | Les Blue Belles                              | Eurobeat    | Time Records             |
| 1996  | Heart Of Stone             | Leslie Parrish                               | Eurobeat    | Delta                    |
| 1996  | Light My Heart             | Linda Ross                                   | Eurobeat    | Time Records             |
| 1996  | Music Takes My Breath Away | Morena                                       | Eurobeat    | Time Records             |
| 1996  | Wonderful Christmas        | Niki Niki                                    | Eurobeat    | Time Records             |
| 1996  | Suit Case Sally            | Sally Rendell                                | Eurobeat    | Time Records             |
| 1996  | Forever For Me For You     | Serena                                       | Eurobeat    | Time Records             |
| 1996  | Falling In Love            | Taleesa                                      | Eurodance   | ZYX Music                |
| 1996  | I Wanna Give               | Taleesa                                      | House       | Flying Records           |
| 1996  | Jambalaya (On The Bayou)   | Taleesa                                      | House       | Spotlight Records        |
| 1996  | Bye Bye Japan              | Vanessa                                      | Eurobeat    | Time Records             |
| 1997  | I Wanna Go                 | Ann Sinclair                                 | Eurobeat    | Time Records             |
| 1997  | Like Ah Rainbow            | Ann Sinclair                                 | Eurobeat    | Time Records             |
| 1997  | Love                       | Ann Sinclair                                 | Eurobeat    | Time Records             |
| 1997  | Run 4 Fun                  | Debby                                        | Eurobeat    | Time Records             |
| 1997  | Gimme Gimme Gimme          | High Frequency                               | Eurobeat    | Time Records             |
| 1997  | Eternity                   | Linda Ross                                   | Eurobeat    | Time Records             |
| 1997  | Love and Passion           | Love and Pride                               | Eurobeat    | Time Records             |
| 1997  | Tell Me                    | Maggie May                                   | Eurobeat    | Time Records             |
| 1997  | Tonight                    | Maggie May                                   | Eurobeat    | Time Records             |
| 1997  | Never And Ever             | Marie Belle                                  | Eurobeat    | Time Records             |
| 1997  | Faithfull                  | Morena                                       | Eurobeat    | Time Records             |
| 1997  | Ready 4 Love               | Morena                                       | Eurobeat    | Time Records             |
| 1997  | Boom Boom Baby             | Niki Niki feat. Karen                        | Eurobeat    | Time Records             |
| 1997  | Internet Love              | Taleesa                                      | Eurodance   | Spotlight Records        |
| 1997  | Move Your Body             | Terry Gordon                                 | Eurobeat    | Time Records             |
| 1997  | Time                       | Vanessa                                      | Eurobeat    | Time Records             |
| 1998  | In The Name Of Passion     | Anika                                        | Eurobeat    | Time Records             |
| 1998  | Super Super Love           | Anika                                        | Eurobeat    | Time Records             |
| 1998  | Come Together              | Ann Sinclair                                 | Eurobeat    | Time Records             |
| 1998  | Go Go Godzilla             | Ika                                          | Eurobeat    | Time Records             |
| 1998  | Boy Toy (You Are)          | Gipsy & Queen                                | Eurobeat    | Time Records             |
| 1998  | Be My Babe                 | Jilly                                        | Eurobeat    | Time Records             |
| 1998  | Hot Love Desire            | Jilly                                        | Eurobeat    | Time Records             |
| 1998  | Riding In The Sky          | Linda Ross                                   | Eurobeat    | Time Records             |
| 1998  | Move On                    | Love & Pride                                 | Eurobeat    | Time Records             |
| 1998  | 1 2 3                      | Niki Niki                                    | Eurobeat    | Time Records             |
| 1998  | Let Me Be Your Love        | Niki Niki                                    | Eurobeat    | Time Records             |
| 1998  | You And Me                 | Taleesa                                      | Eurodance   | Paradoxx Music           |
| 1998  | Kiss Kiss Kiss Me          | Vanessa                                      | Eurobeat    | Time Records             |
| 1999  | Come Back 2 Me             | Anika                                        | Eurobeat    | Time Records             |
| 1999  | I Need A Miracle           | Ann Sinclaire                                | Eurobeat    | Time Records             |
| 1999  | Up n' Down                 | Kate & Karen                                 | Eurobeat    | Time Records             |
| 1999  | Tell Me Why (I Love You)   | Niki Niki                                    | Eurobeat    | Time Records             |
| 1999  | Beach Boy                  | Taleesa                                      | Eurodance   | Paradoxx Records         |
| 1999  | Bye Bye                    | Vanessa                                      | Eurobeat    | Time Records             |
| 2000  | My Love Is A DJ            | De La Cruz feat. Taleesa                     | Eurodance   | Cyber Music              |
| 2000  | One For Me One For You     | Ika                                          | Eurobeat    | Time Records             |
| 2000  | The Power Of Life          | Kate & Karen                                 | Eurobeat    | Time Records             |
| 2000  | Hai Go!!!                  | Vanessa                                      | Eurobeat    | Time Records             |
| 2001  | Listen To My Heart'        | De La Cruz feat. Taleesa                     | Eurodance   | Cyber Music              |
| 2002  | There's No Right           | De La Cruz feat. Taleesa                     | Eurodance   | Cyber Music              |
| 2003  | In My Mind                 | De La Cruz feat. Taleesa                     | Eurodance   | Elite Records            |
| 2003  | The Promise You Made       | DJ Stefy Energy feat. Taleesa & Aron Michael | House       | Definitiva               |
| 2003  | Over You                   | Taleesa                                      | House       | LuvEnColors              |
| 2007  | Children Alone             | Taleesa                                      | Pop         | LuvEnColors              |
| 2009  | My Body and Soul           | Muthagroove feat. Taleesa                    | House       | Melodia Records          |